# Viktor IV., protupapa Conti
Protupapa Viktor IV., rođen kao Gregorio Conti, katolički protupapa 1138. godine. 